# 반비텔리 수도교
반비텔리 수도교(Acquedotto Carolino) 또는 카롤리노 수도교(Acquedotto Carolino)는 카세르타 궁전과 산레우초 단지에 물을 공급하기 위해 지어진 건축물이다. 물은 부차노 지역에 있는 타부르노 산맥 기슭의 38km의 구불구불한 길을 따라 내려온 피초 (Fizzo) 샘물에서 끌어온다 (대부분 지하).
카를로스 3세의 의뢰를 받아 루이지 반비텔리가 제작에 들어갔으며, 1753년 3월에 첫 공사가 시작됐고 1762년 5월 7일에 완공과 함께 가동되었다.
특히 중요한 건축적 가치는 론가노 산 (Monte Longano, 동쪽으로)과 가르차노 산 (Monte Garzano, 서쪽으로) 사이에 있는 발레디마달로니를 연결해주는 석회화로 된 529m 길이의 부분이 완벽하게 보존되어 있는 것이다. 이 부분은 1997년 유네스코 세계 유산이 되었고 (고대 로마의 수로를 모델로 함) 최고 높이가 55.8 미터인 3 중 아치로 이루어져 있다.